# Reinhard Marx
Reinhard Marx (ur. 21 września 1953 w Geseke) – niemiecki duchowny rzymskokatolicki, doktor nauk teologicznych, biskup pomocniczy Paderborn w latach 1996–2001, biskup diecezjalny Trewiru w latach 2001–2007, arcybiskup metropolita Monachium i Fryzyngi od 2008, kardynał prezbiter od 2010, przewodniczący Komisji Episkopatów Wspólnoty Europejskiej w latach 2012–2018, członek Rady Kardynałów w latach 2013–2023, koordynator Rady ds. Gospodarki od 2014, przewodniczący Konferencji Episkopatu Niemiec w latach 2014–2020.

## Życiorys
Urodził się 21 września 1953 w Geseke. Kształcił się w miejscowym gimnazjum, gdzie w 1972 złożył świadectwo dojrzałości, a następnie podjął studia teologiczno-filozoficzne na Wydziale Teologicznym w Paderborn i na Katolickim Uniwersytecie Paryskim. Święcenia diakonatu otrzymał 11 lutego 1978 w kościele św. Kiliana w Paderborn przez posługę miejscowego biskupa pomocniczego Paula Nordhuesa, natomiast święceń prezbiteratu udzielił mu 2 czerwca 1979 w katedrze w Paderborn miejscowy arcybiskup metropolita Johannes Joachim Degenhardt. W latach 1981–1989 kontynuował naukę na uniwersytetach w Bochum i Münster, uzyskując doktorat z teologii na podstawie pracy Ist Kirche anders? Möglichkeiten und Grenzen einer soziologischen Betrachtungsweise (Czy kościół jest inny? Możliwości i ograniczenia podejścia socjologicznego).
W latach 1979–1981 pracował jako wikariusz w parafii św. Jana Chrzciciela w Arolsen. W trakcie studiów doktorskich w latach 1981–1986 był asystentem kościelnym instytutu społecznego „Kommende”, zaś w latach 1986–1989 był kapelanem w parafii Najświętszej Maryi Panny w Witten. W 1989 został dyrektorem instytutu społecznego „Kommende” i kapelanem parafii św. Ewalda w Dortmundzie, a w latach 1989–1996 pełnił funkcję kierownika doradczej rady teologicznej „Unitas”. Ponadto wykładał doktrynę społeczną na Wydziale Teologicznym w Paderborn, gdzie w 1996 został profesorem katolickiej nauki społecznej. 21 czerwca 1993 papież Jan Paweł II obdarzył go godnością Kapelana Jego Świątobliwości.
23 lipca 1996 papież Jan Paweł II mianował go biskupem pomocniczym archidiecezji Paderborn ze stolicą tytularną Petina. Święcenia biskupie otrzymał 21 września 1996 w katedrze Najświętszej Marii Panny i św. Liboriusza i Kiliana. Udzielił mu ich Johannes Joachim Degenhardt, arcybiskup metropolita Paderborn, któremu asystowali biskupi pomocniczy Paderborn Hans Leo Drewes i Paul Consbruch. Jako zawołanie biskupie przyjął słowa Ubi spiritus Domini ibi libertas (Gdzie jest Duch Pański – tam wolność).
20 grudnia 2001 papież Jan Paweł II przeniósł go na urząd biskupa diecezjalnego Trewiru. Ingres do katedry Świętego Piotra w Trewirze odbył 1 kwietnia 2002.
30 listopada 2007 papież Benedykt XVI mianował go arcybiskupem metropolitą Monachium i Freising. Ingres do katedry Najświętszej Marii Panny w Monachium odbył 2 lutego 2008. 29 czerwca 2008 w bazylice św. Piotra na Watykanie odebrał od papieża paliusz metropolitalny.
W latach 2012–2018 był przewodniczącym Komisji Episkopatów Wspólnoty Europejskiej (COMECE). 12 marca 2014 został wybrany na przewodniczącego Konferencji Episkopatu Niemiec. Pełnił tę funkcję do lutego 2020.
20 października 2010 papież Benedykt XVI ogłosił, że mianował go kardynałem. Na konsystorzu w bazylice św. Piotra 20 listopada 2010 kreował go kardynałem prezbiterem, a jako kościół tytularny nadał mu kościół św. Korbiniana w Rzymie. 5 czerwca 2011 uroczyście objął swój kościół tytularny w Rzymie. Brał udział w konklawe 2013, które wybrało papieża Franciszka oraz w konklawe 2025, które wybrało papieża Leona XIV. Decyzją papieża Franciszka od 13 kwietnia 2013 jest członkiem grupy siedmiu kardynałów doradców (Rada Kardynałów), którzy służą radą Ojcu Świętemu w zarządzaniu Kościołem i w sprawach reformy Kurii Rzymskiej, a także od 8 marca 2014 jest Koordynatorem Rady ds. Gospodarki.
21 maja 2021 złożył rezygnację z urzędu arcybiskupa Monachium i Freising, aby wziąć odpowiedzialność za błędy swoje i Kościoła katolickiego w Niemczech, jako instytucji w związku z ujawnionymi tam przypadkami tuszowania nadużyć seksualnych, których dopuszczali się wobec nieletnich niektórzy duchowni. Jego decyzja została zakomunikowana 4 czerwca 2021, za zgodą papieża Franciszka. 10 czerwca 2021 papież Franciszek wysłał do niego list informujący, że rezygnacji nie przyjął, prosząc go o dalsze pełnienie urzędu.